# Willy Böckl
Willy Böckl (27 gennaio 1893 – 22 aprile 1975) è stato un pattinatore artistico su ghiaccio austriaco.

## Palmarès
| Internazionali            | Internazionali | Internazionali | Internazionali | Internazionali | Internazionali | Internazionali | Internazionali | Internazionali | Internazionali | Internazionali |
| Evento                    | 1913           | 1914           | 1920           | 1922           | 1923           | 1924           | 1925           | 1926           | 1927           | 1928           |
| ------------------------- | -------------- | -------------- | -------------- | -------------- | -------------- | -------------- | -------------- | -------------- | -------------- | -------------- |
| Giochi olimpici invernali |                |                |                |                |                | 2°             |                |                |                | 2°             |
| Campionati mondiali       | 2°             | 3°             |                | 3°d            | 2°             | 2°             | 1°             | 1°             | 1°             | 1°             |
| Campionati europei        | 3°             | 3°             |                | 1°             | 1°             |                | 1°             | 1°             | 1°             | 1°             |
| Nazionali                 |                |                |                |                |                |                |                |                |                |                |
| Campionati austriaci      | 1°             | 1°             | 1°             |                |                | 1°             | 2°             |                |                |                |